# Надія Зінченко
Наді́я Зі́нченко (ісп. Nadia Zyncenko, нар. 1 квітня 1948, Баньйолі, Італія) — аргентинський синоптик та метеоролог, телеведуча українського походження.

## Біографія
Надія Зінченко — дочка Володимира Зінченка, українського ветерана Радянської армії у Другій світовій війні та українки Марії Петренко (1924 р.н.). Після війни її батьки познайомилися в Римі та поїхали жити в Баньйолі (передмістя Неаполя), де народилася Надія.
Надія виросла в сільській місцевості Пілар, провінція Буенос-Айрес, за 40 км від міста Буенос-Айрес. Там народилися її два брати Пабло та Педро.

## Професійна кар'єра
Зінченко вступила на факультет точних та природничих наук університету Буенос-Айреса, де отримала стипендію від державного агентства, яке на той час залежало від ВПС Аргентини. Вона є активним членом Міжнародної організації погодних представників.
У 1980 році Надія Зінченко отримала місце «ведучої погоди» на Громадському телебаченні Аргентини (канал 7), державному телеканалі. Пізніше вона влаштувалася на постійну роботу в каналі Буенос-Айреса 11 (тепер Telefe). У 1992 році вона знову вела програму погоди на державному каналі. Надія з'являлась з понеділка по п'ятницю опівдні та о дев'ятій вечора, а в неділю опівночі. Також вона зберігала роботу в Національній метеорологічній службі в аеропорту Хорхе Ньюбері до 2010 року.
У понеділок, 4 червня 2012 року, вона розпочала власну півгодинну телевізійну програму, Надія 6:30, на Televisión Pública Argentina.
18 травня 2014 року Зінченко отримала особливе визнання на церемонії вручення премії Мартін Ф'єрро.
6 лютого 2018 року Зінченко була звільнена з Televisión Pública через досягнення пенсійного віку.